# یاروپرا
یاروپرا (به لاتین: Järvepera) یک روستا در استونی است که در شهرستان یوگوا واقع شده‌است. یاروپرا ۳۱ نفر جمعیت دارد.